# Донгсънска култура
Донгсънската култура (виетн. Văn hóa Đông Sơn) е археологическа култура от времето на прехода от бронзовата епоха към желязната епоха (6 – 1 век пр. Хр.). Първите находки са направени в Северен Виетнам, близо до село Донг-шон (Dong Son), провинция Тханхуа. Характеризира се с поливно земеделие и развита бронзова металургия. Съвпада по време с китайската империя Хан. Древни оръжия, саби, ками, копия, тризъбци и стрели са се произвеждали наред с великолепни съдове. Към момента при разкопките на общо 200 археологически обекта са намерени няколко десетки хиляди предмети, отнасящи се към тази култура. Донгсънската култура е една от най-старите цивилизации в Азия, където е съществувало поливно земеделие (потопяеми оризища) и са използвани такива метални сечива като мотика, лопата, кирка и брадва. Антропологически част от представителите на тази култура са монголоиди, друга част – негроидо-австралоиди.
Разкопките в района на селището Донгсън се провеждат от EFEO под ръководството на Е.Пажо от 1924 г. Тогава са направени и първите ценни за науката находки. През май 1925 г. с цел инспекция там идва френският археолог Виктор Голубев. По същото време Донгсън е посетен и от директора на EFEO Луи Фино и началника на Археологическата служба Анри Пармантие. През 1927 г. В. Голубев се връща, за да определи плана за работа по второто разкопаване в Донгсън и в съседното градище Дайкхой. По време на разкопките от древния некропол са извадени 489 предмета, основно местно производство. Химическият анализ на металните изделия свидетелства за нехарактерно за китайския бронз високо съдържание на олово (до 20%). От богатите погребения са извадени няколко големи бронзови барабана, отнасящи се по класификацията на Франц Хегер (1902 г.) към I тип, т.е. към най-големите и най-старите. Те се датират по намерените до тях китайски монети от епохата на император Уан Ман (8 – 23 гг. сл. Хр.). По неизвестни причини полевата документация от разкопките на Е.Пажо не е запазена, което е причина за недоверие от страна на други археолози.
Виктор Голубев пръв съпоставя данните от разкопките в Донгсън със загадъчните орнаменти върху диска на „барабана на дъжда“, който се съхранява в Музея на EFEO (този барабан е предаден в Музея на EFEO от френския резидент в провинция Ханам през 1903 г.; преди това е съхраняван в храма на общината Нгоклу – от 1894 г., когато е намерен в земята при строителство на дига; научното му описание е публикувано през 1918 г. от Анри Пармантие в бюлетина на EFEO), и намира сходство в характерните фигурки на воини с шапки от пера на птици.
В началото на 1930-те години на науката били известни вече 16 барабана от I тип по Хегер. Всички те произхождали от Северен Виетнам и прилежащите райони. Последвалото през март 1937 г. откритие в общината Хоангха недалеч от Ханой на още един бронзов барабан от I тип потвърждава хипотезата за основния ареал на разпространение на донгсънската култура – долината на река Ма.
При дешифрирането на изображенията върху дисковете на донгсънските барабани В.Голубев прави извод, че сцените и композициите в орнамента на донгсънските барабани отразяват магически церемонии и култови действия, чиято същност се свежда до преклонение пред духовете на предците и пред тотемна птица. Изобразеният бронзов барабан (върху лодка или в ритуален наколен дом) служи да се извикат тези духове по време на церемонията аналогично на монголските шамански барабани, тибетските магически гонгове или японските бронзови камбани дотаку.
Разкопките в Донгсън продължават през 1934 г. (У.Йенс) и през 1960-те години (група виетнамски археолози).
През 2005 г. разкопките в провинция Винх Пхук (Vinh Phuc) разкриват 3500-годишния бронзолитеен център на Донгсънската култура. Разкопките на Тхан Ден (Thanh Den), община Ту Лап (Tu Lap), район Ме Линх (Me Linh), провеждани от Университета за социални и хуманитарни науки, разкриват голям обем находки, които принадлежат към ранните и по-късни етапи на развитието на културата на Донгдау. Находките помагат да се потвърди съществуването на най-големия център за производство на нежелязна сплав във Виетнам. В район от 100 m² са открити 108 бронзови артефакта. Открити са също и хиляди остри брадви, копия, стрели, куки, парчета медна жица и много парчета керамика. Находки на каменни оръдия и керамика са много в сравнение с бронзовите предмети. Находките показват, че близо 3500 години по-рано бронзовите инструменти са играли важна роля, заменяйки тези от камък.
Основните райони, в които са съсредоточени находките на предмети от Донгсънската култура, са:
1)Долината на Червената река, където са намерени големи количества бронзови оръжия, бронзови плугове и бронзови барабани. Много интересен е цилиндричният съд на приблизителна възраст 2500 години, намерен при археологическите разкопки близо до селището Хопмин, върху който са изобразени патици – нещо рядко за региона.
2)Районът на река Ка, където са намерени основно бронзови кинжали, каменни пръстени и обици. Според виетнамските учени именно каменните обици доказват връзката на Донгсънската култура с културата на Южен Виетнам.
Любопитна находка представлява погребението, намерено при съвместни разкопки на Археологическия институт на Виетнам, Центъра за предисторически изследвания на Югоизточна Азия и Австралийския държавен археологически институт край село Донгха. Първоначално при селскостопански работи селяните намират бронзов барабан. Впоследствие екипът от археолози започва разкопки и в течение на 5 години са намерени около 40 древни погребения. Най-голям интерес представлява дървеният ковчег, издялан във формата на лодка еднодръвка с дължина 2,3 метра и ширина на носа 0,73 метра, постепенно стесняваща се към кърмата до 0,4 метра. Тялото е положено по гръб, увито в плат, краката са изпънати, ръцете са покрай тялото. До тялото са положени гробни дарове: обици, гердани, гривни, керамични и бронзови предмети, парче коприна. Ковчегът е „потопен“ в мочурище. В предбудисткия период в религиозните представи на населението на Юго-Източна Азия се смятало, че лодката превозва душите на мъртвите към отвъдното. Това погребение открива нови насоки в изследването на материалите, от които са направени саваните, начина на погребване, леенето на бронз, изработката на дървени и грънчарски изделия.
Според историците и археолозите благодарение на резултатите от датировката на донгсънските находки с помощта на съвременните технически методи и от сравняването им с подобни археологически находки от други местности във Виетнам е станало възможно да се определят реалните времеви рамки на епохата на митичните крале от династията Хунг.
Следи от влиянието на донгсънската култура се отбелязват в Южен Китай, Япония, у някои народи в Океания, на остров Бали. Виктор Голубев подчертава местния виетски произход на донгсънската култура, докато френският синолог Е.Гаспардон изказва мнение, че металните предмети проникват във Виетнам едва след ханското завоевание заедно с други атрибути на китайската цивилизация и култура. Орнаментите върху бронзовите оръдия напомнят на някои съвременни изследователи за средноевропейската Халщатска култура (Hallstatt) от бронзовата епоха.